# Can Raimundo
Can Raimundo és un mas ubicat al terme municipal de Sant Feliu de Buixalleu al veïnat de Gaserans. Es troba prop de la urbanització de can Cadell al veïnat de Gaserans. Quasi a tocar amb la Vila de Breda, amb panoràmica a Santa Anna, el massís del Montseny i tot el Montnegre.
Un gran roure el presideix, sembla que en els seus temps feia una bona ombra als inquilins. Actualment resta enrunat com s'aprecia a les fotografies i l'accés és pràcticament impossible. No sembla que fos una masia de grans dimensions. La façana principal mira a ponent.
Apareix fotografiada ja en els primers vols aeris dels americans l'any 1946 i 1956, on s'aprecia el mas i els camps del voltant treballats. Les fotografies es poden veure a través de l'eina del ICGC, Vissir3.
Sembla que l'incendi que es va produir a Gualba l'any 1994 i va arrasar bona part del Baix Montseny va passar molt a prop d'aquest mas, ho podem veure a l'eina de l'ICGC - Foc del Temps.
Es pot trobar localitzat al mapa: "Les ruïnes del Montseny".